# Плобанналек-Лескониль
Плобанналек-Лескониль (фр. Plobannalec-Lesconil) — коммуна на северо-западе Франции, находится в регионе Бретань, департамент Финистер, округ Кемпер, кантон Пон-л’Аббе. Расположена на побережье Бискайского залива, на территории исторической области Земля Бигуден в крайней юго-западной части полуострова Бретань, в 25 км к югу от Кемпера. 
Население (2019) — 3 568 человек.

## Достопримечательности
- Часовня Сен-Бриё XV-XVI веков в стиле пламенеющей готики
- Приходская церковь Святого Аллора XIX века
- Усадьба Керлю

## Экономика
Структура занятости населения:
- сельское хозяйство — 5,1 %
- промышленность — 10,1 %
- строительство — 8,6 %
- торговля, транспорт и сфера услуг — 49,6 %
- государственные и муниципальные службы — 26,6 %

Уровень безработицы (2018) — 11,7 % (Франция в целом —  13,4 %, департамент Финистер — 12,1 %). 

Среднегодовой доход на 1 человека, евро (2018) — 22 600 (Франция в целом — 21 730, департамент Финистер — 21 970).

## Демография
Динамика численности населения, чел.

## Администрация
Пост мэра Плобанналек-Лескониля с 2020 года занимает Сирил Ле Клеаш (Cyrille Le Cléach). На муниципальных выборах 2020 года возглавляемый им список победил в 1-м туре, получив 63,12 % голосов.
| Период | Период | Фамилия         | Партия                   | Примечания                                                       |
| ------ | ------ | --------------- | ------------------------ | ---------------------------------------------------------------- |
| 1977   | 1995   | Жан Фольгоа     | Социалистическая партия  | рыбак, член Генерального совета департамента                     |
| 1995   | 2008   | Янник Ле Муань  | Разные правые            | административный работник, член Генерального совета департамента |
| 2008   | 2014   | Ален Люка       | Демократическое движение | полицейский в отставке                                           |
| 2014   | 2016   | Фредерик Ле Лош | Социалистическая партия  | преподаватель лицея                                              |
| 2016   | 2020   | Брюно Жюльен    |                          | строитель                                                        |
| 2020   |        | Сирил Ле Клеаш  | Разные правые            | учитель физкультуры                                              |

## Галерея

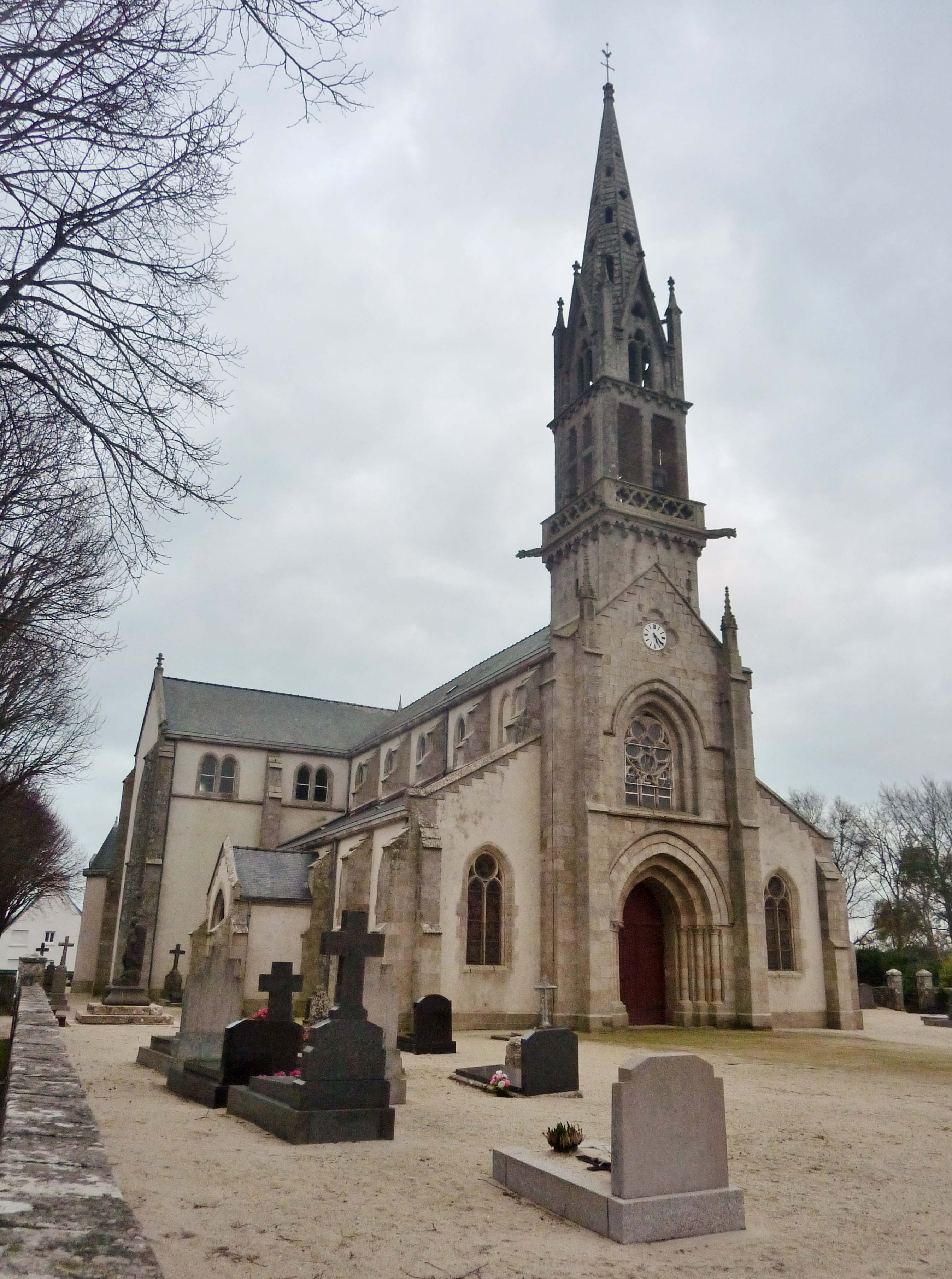
Церковь Святого Аллора
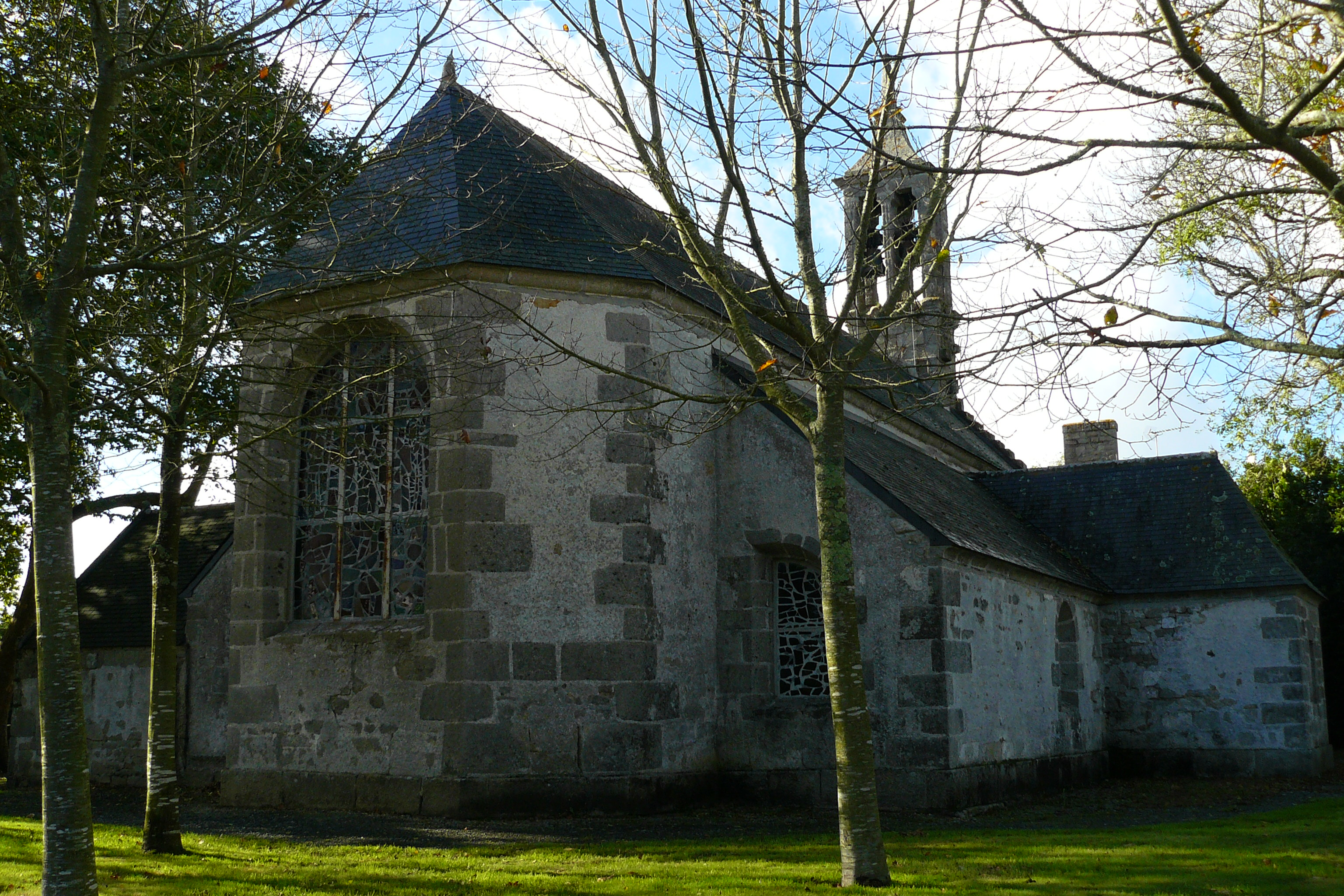
Часовня Сен-Бриё
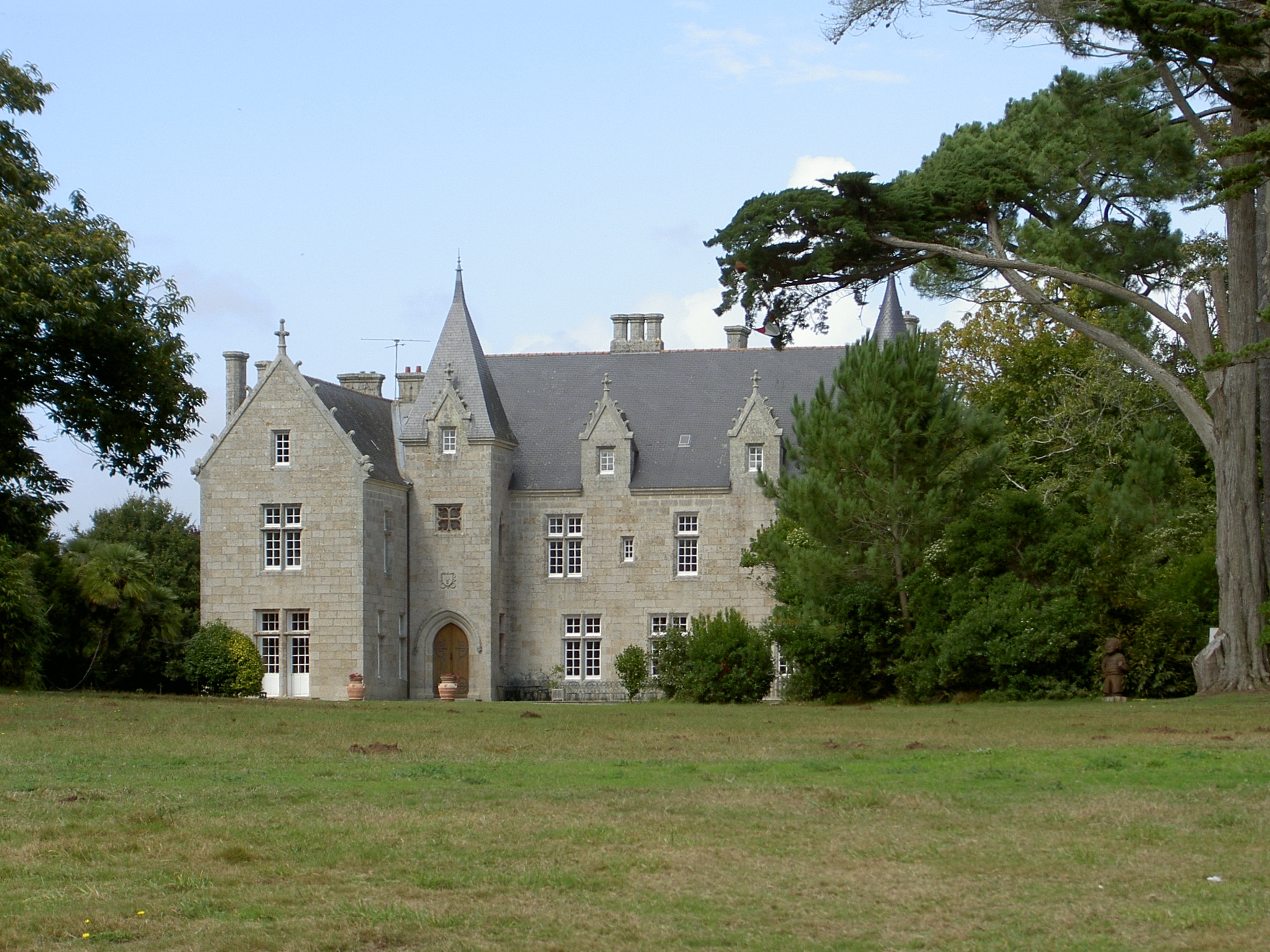
Усадьба Керлю